# یواس‌اس الگول (ای‌کی‌ای-۵۴)
یواس‌اس الگول (ای‌کی‌ای-۵۴) (به انگلیسی: USS Algol (AKA-54)) یک کشتی بود که طول آن ۴۵۹ فوت ۲ اینچ (۱۳۹٫۹۵ متر) بود. این کشتی در سال ۱۹۴۳ ساخته شد.